# Zeitschrift für die gesamte Staatswissenschaft
Die Zeitschrift für die gesamte Staatswissenschaft (Abkürzung: ZgS) war eine der führenden Zeitschriften auf dem Gebiet der Nationalökonomie.
Sie wurde seit 1844 im Verlag der H. Laupp’schen Buchhandlung in Tübingen durch Robert von Mohl herausgegeben, seit 1949 im Verlag J.C.B. Mohr (Paul Siebeck) Tübingen. Zu den Mitbegründern gehörte Carl Christian Knaus. 1986 erfolgte die Umwandlung in das Journal of institutional and theoretical economics (JITE).
Die ZgS erschien in der Regel einmal im Jahr. Während der Zeit von 1945 bis 1947 erfolgten keine Veröffentlichungen.

## Herausgeber (nicht vollständig)
Zum Teil gab es gleichzeitig mehrere Herausgeber. Die Übergänge der Herausgeber ab 1986 zur JITE (siehe oben) sind fließend.
- 1844–1851: Robert von Mohl (1799–1875)
- 1887–1891: Gustav von Schönberg (1839–1908)
- 1860–1903: Albert Schäffle (1831–1903), 1892 bis 1901 Alleinherausgeber, ab 1901 zusammen mit Karl Bücher
- 1901–1923: Karl Bücher (1847–1930), 1901 bis 1903 zusammen mit Albert Schäffle, ab 1904 Alleinherausgeber
- 1924–1934: Georg Brodnitz (1876–ca. 1941)
- 1934/1935–1944: Ernst Rudolf Huber (1903–1990), zusammen mit Hermann Bente (1896–1970) und Andreas Predöhl (1893–1974)
- 1949–1967: Franz Böhm, Wilhelm Grewe,  Walther Hoffmann, Heinz Sauermann
- 1968–1971: Franz Böhm, Walther Hoffmann, Heinz Sauermann
- 1972–1977: Franz Böhm und Heinz Sauermann
- 1978–1994: Rudolf Richter (* 1926), Mitherausgeber 1995 bis 1998, seit 1999 beratender Herausgeber